# Titolo dei principali fertilizzanti
Il titolo di un fertilizzante indica quanti e quali elementi nutritivi sono presenti in una determinata formulazione.
Viene solitamente indicato tramite tre percentuali, rispettivamente di azoto (N), fosforo (P) e potassio (K), spesso precedute dalla sigla NPK, dai simboli dei tre componenti principali. 
Per i materiali organici, i valori sono da intendersi come media, data la naturale variabilità. Quando viene indicato un intervallo di valori, l'effettivo titolo dipende dallo specifico composto utilizzato.

## Fertilizzanti Inorganici
| Fertilizzante                  | Solubilità in acqua (%) | N       | P2O5    | K2O     | Calcio | Magnesio | Zolfo   |
| ------------------------------ | ----------------------- | ------- | ------- | ------- | ------ | -------- | ------- |
| Ammoniaca, anidra              | 90                      | 84      | -       | -       | -      | -        | -       |
| Ammoniaca, in soluzione        | 70                      | 16-25   | -       | -       | -      | -        | -       |
| Nitrato d'ammonio              | 40                      | 21      | -       | -       | -      | -        | -       |
| Nitrato d'ammonio e calcare    | 100                     | 20.5    | -       | -       | 7.3    | 4.4      | -       |
| Solfato d'ammonio              | 100                     | 21      | -       | -       | -      | -        | 23.7    |
| Solfonitrato d'ammonio         | 100                     | 26      | -       | -       | -      | -        | 15.1    |
| Cianammide di calcio (CaNCN)   | 100                     | 21      | -       | -       | 38.5   | -        | -       |
| Nitrato di calcio              | 100                     | 15      | -       | -       | 19.4   | 1.5      | -       |
| Azoto in soluzione             | 100                     | 21-49   | -       | -       | -      | -        | -       |
| Nitrato di sodio               | 100                     | 16      | -       | -       | -      | -        | -       |
| Urea rivestita di zolfo        | variabile               | 35      | -       | -       | -      | -        | 21      |
| Urea                           | 100                     | 46      | -       | -       | -      | -        | -       |
| Ureaform                       | variabile               | 38      | -       | -       | -      | -        | -       |
| Superfosfato d'ammonio         | 35                      | 3 - 6   | 18 - 20 | -       | 17.2   | -        | 12      |
| Solfato fosfato d'ammonio      | 90+                     | 13 - 16 | 20 - 39 | -       | -      | -        | 15.4    |
| Fosfonitrato d'ammonio         | 100                     | 27      | 15      | -       | -      | -        | -       |
| Polifosfato d'ammonio          | 100                     | 10 - 15 | 34 - 62 | -       | -      | -        | -       |
| Fosfato di diammonio           | 95+                     | 16 - 21 | 48 - 53 | -       | -      | -        | -       |
| Fosfato d'ammonio              | 90+                     | 11      | 48      | -       | 1.1    | -        | 2.2     |
| Fosfato nitrico                | 40                      | 14 - 22 | 10 - 22 | -       | 8 - 10 | -        | 1 - 3.6 |
| Acido fosforico                | 100                     | -       | 52 - 60 | -       | -      | -        | -       |
| Fosfato di roccia              | <1                      | -       | 30 - 36 | -       | -      | -        | -       |
| Superfosfato                   | 85                      | -       | 18 - 20 | -       | 20.4   | -        | 11.9    |
| Superfosfato concentrato       | 87                      | -       | 42 - 50 | -       | 13.6   | -        | 1.4     |
| Acido superfosforico           | 100                     | -       | 69 - 75 | -       | -      | -        | -       |
| Solfato di potassio e magnesio | 100                     | -       | -       | 22      | -      | 11.2     | 22.7    |
| Cloruro di potassio            | 100                     | -       | -       | 60 - 62 | -      | -        | -       |
| Nitrato di potassio            | 100                     | 13      | -       | 46      | -      | -        | -       |
| Solfato di potassio            | 100                     | -       | -       | 50      | -      | 1.2      | 17.6    |

## Fertilizzanti organici
| Fertilizzante                                      | N        | P2O5    | K2O       | Velocità di rilascio |
| -------------------------------------------------- | -------- | ------- | --------- | -------------------- |
| Farina d'ossa                                      | 2-4.5    | 22-28   |           |                      |
| Scarti di lavorazione del malto fermentato (umidi) | 0.9      | 0.5     | 0.1       | Lenta                |
| Olio di ricino (scarti di lavorazione)             | 5        | 1.8     | 1         | Lenta                |
| Caffè (fondi secchi)                               | 2        | 0.4     | 0.7       | Lenta                |
| Compost (senza additivi)                           | 1.5      | 1       | 1.5       | Lenta                |
| Compost di funghi                                  | 0.7      | 0.9     | 0.6       | Medio lenta          |
| Cotone, scarti della lavorazione.                  | 0.7      | 0.2     | 1.2       | Lenta                |
| Cotone, farina di semi                             | 6        | 2.5     | 1.7       | Medio lenta          |
| Erba medica, farina                                | 3        | 1       | 2         | Medio lenta          |
| Fosfato colloidale                                 | 0        | 18 - 24 | 0         | Lenta                |
| Granito (polvere)                                  | 0        | 0       | 6         | Molto lenta          |
| Cornunghia                                         | 12       | 2       | 0         | Medio lenta          |
| Pesce (farina)                                     | 10       | 4       | 0         | Lenta                |
| Pesce (Escrementi secchi)                          | 3.5 - 12 | 1 - 12  | 0.8 - 1.6 | Lenta                |
| Glauconite                                         | 0        | 1 - 2   | 5         | Lenta                |
| Guano                                              | 12.5     | 11.2    | 2.4       | Media                |
| Kelp                                               | 0.9      | 0.5     | 1 - 4     | Lenta                |
| Legno (ceneri)                                     | 0        | 1 - 2   | 3 - 7     | Lenta                |
| Letame di pecora (secco)                           | 2        | 1       | 2.5       | Media                |
| Letame di cavallo (secco)                          | 0.7      | 0.3     | 0.7       | Media                |
| Letame di pollo (15% acqua)                        | 6        | 4       | 3         | Medio veloce         |
| Lupini macinati                                    | 4-5      | n/d     | n/d       | Lenta                |
| Marna                                              | 0        | 2       | 4.5       | Molto lenta          |
| Neem ("Panello": frutti e semi macinati)           | 2-5      | 0.5-1   | 1-2       | Lenta                |
| Noce di cocco, farina dei gusci                    | 2.5      | 1       | 2.5       | Lenta                |
| Penne e piume                                      | 11.0     | 0       | 0         | Lenta                |
| Sangue, farina                                     | 12       | 1.5     | 0.6       | Medio veloce         |
| Soia (Scarti della lavorazione)                    | 6.7      | 1.6     | 2.3       | Lenta                |
| Solfato di potassio e magnesio (Sul-Po-Mag)        | 0        | 0       | 22        | Medio veloce         |
| Uovo (gusci)                                       | 1.2      | 0.4     | 0.1       | Lenta                |
| Vinaccia                                           | 3        | 0       | 0         | Lenta                |